# Grob G 109
A Grob G 109 egy egymotoros vitorlázórepülőgép, melyet a német Grob Aircraft vállalat fejlesztett ki, Mindelheimben található üzemében. Prototípusa a G 109, majd később a G 109A típussal kezdték meg a sorozatgyártást, melyet a G 109 B típussal folytattak. Az A típusváltozat első repülésére 1980-ban került sor, míg a G 109B típus 1984-ben emelkedett a levegőbe. A repülőgépet Burkhardt Grob tervezte. A Grob G 109-esekből összesen 476 darab épült. A kétüléses, egymotoros, önerőből felszállni képes vitorlázó sportrepülőgépben a pilóta és utasa egymás mellett ülnek. A pilótafülképből zavartalan kilátás nyílik a nagy méretű szélvédőknek köszönhetően. 

A polgári felhasználás mellett katonai célokra használta a Brit Királyi Légierő Önkéntes Vitorlázó Repülőszázada (angolul: Volunteer Gliding Squadron). 2018. május ötödikén vonták ki a hadrendből ezt a géptípust. A Brit Légierőnél katonai kódneve a Vigilant T1 volt. A Grob G109 volt az első üvegszálas anyagból készült felépítményű vitorlázórepülő, amely megkapta az engedélyt az amerikai Szövetségi Légügyi Hatóságtól.

## Tervezése és fejlesztése
A Grob 109B típust a Grob 109A típust követően kezdték el gyártani. Az A típusváltozatot megelőzően több korai változata is volt ennek a repülőtípusnak, melyek méretben, beállítások terén és a szárnyfesztávolságban különböztek a később sorozatgyártásra kerülő gépektől. A 109A változat hibáiból tanulva a 109B változatnál 80 lóerő helyett 95 lóerő lett a motor teljesítménye, változtattak a szárny esőben való használatával kapcsolatos dolgokon, a keresztszélben történő manőverezhetőségen, illetve a pilótafülke méretén és a végsebességen. 
A G 109B egy alsó szárnyú, konzolos, motoros vitorlásrepülő, T-farokkal, hajlított és állítható szárnyakkal, valamint egymás mellett elhelyezkedő, duplázott kialakítású kezelőszervekkel a pilóta és a másodpilóta számára. Felépítménye főleg üvegszálas műanyagból készült. A pilótafülke ajtaja Poli(metil-metakrilát) anyagból készült, manuálisan felfelé nyitható. A pilótafülke fűthető, amikor a motor jár. Az ülések állíthatók, illetve különböző vastagságú betétpárnák helyezhetők el a háttámlában a méret egyénhez történő igazítása céljához. 
A repülőgép súlya 850 kg körüli, maximum terhelhetősége 230 kg, ugyanakkor a 200 kg feletti terhelés ritkaságnak számított ennek a géptípusnak a történetében. A Brit Királyi Légierő katonai céljainak megvalósítása érdekében felmentést kapott a 850 kg-os súlykorlát alól és gépeik így ténylegesen elérhették a 908 kg tömeget, ami 58 kg súlyú mozgásteret adott a szükséges felszerelések biztosításának érdekében. Azonban ezen módosításokra az üzemeltetés során nem volt szükség, mivel a súlyhatárokat nem haladták meg. A repülőgép utazósebessége a 60–100 csomó (110–190 km/h) között váltakozott. A 95 lóerős (71 kW) motor biztosította végsebesség 130 csomó (240 km/h). A motor, ami egy autókban is megtalálható léghűtéses Porsche motor, repülés közben kikapcsolható és a repülőgép innentől kezdve kizárólag vitorlázó üzemmódban folytatja útját a levegőben. A repülőgép siklószáma 1:28.